# گاو در دین و اسطوره‌شناسی
گاو در دین و اسطوره‌شناسی (انگلیسی: Cattle in religion and mythology) بدین دلیل اهمیت دارد که احتمالاً به دلیل مزایای متعدد گاو، باورهای متفاوتی در مورد گاو در جوامع و مذاهب وجود دارد. در برخی از مناطق، به ویژه بیشتر ایالت‌های هند، ذبح گاو ممنوع است و ممکن است گوشت آنها نیز تابو باشد. گاو در ادیان بزرگی مانند هندوئیسم، جینیسم، بودیسم و غیره مقدس شمرده می‌شود. گاو در بسیاری از دیگر ادیان نیز، از جمله مذاهب مصر باستان، یونان باستان، اسرائیل باستان و آلمان باستان، نقش‌های عمده ای را ایفا می‌کرد.

## تندیس نقره‌ای گاو نشسته
تندیس نقره‌ای گاو نشسته یکی از اشیای باستانی است که متعلق به دوران نیا-عیلامی است. تندیس نقره‌ای گاو نشسته در جنوب غرب ایران کشف شده‌است. قدمت این تندیس ۲۹۰۰ تا ۳۱۰۰ سال پیش از میلاد است.
این گونه نمایش ترکیبی (گاو در نقش انسان) در دوره عیلامی مقدم معمول بوده و احتمالاً نشان نوعی قدرت فوق طبیعی بوده که از طرف خدایان به پادشاهان اعطا می‌شده‌است. کاربرد این تندیس کاملاً مشخص نشده‌است، نوع جام و طرح‌های حک شده روی لباس، بیانگر نوعی مراسم آیینی یا جشن مذهبی است.
تندیس نقره‌ای گاو نشسته در موزه متروپولیتن نیویورک نگهداری می‌شود.

## جام شیردال و گاو بال‌دار
جام شیر دال و گاو بال‌دار یکی از اشیای باستانی است که در رودبار استان گیلان، ایران کشف شده‌است. این جام متعلق به حدود ۸۰۰ تا ۹۰۰ سال پیش از میلاد است. این جام در آمریکا نگهداری می‌شود.

## سرستون گاو دوسر کاخ آپادانا شوش
هنگامی که داریوش بزرگ پس از کوروش بزرگ به پادشاهی هخامنشی رسید، شهر شوش را به عنوان پایتخت اداری و اجرایی سراسر قلمرو شاهنشاهی هخامنشی انتخاب کرد. سرستون گاو دوسر کاخ آپادانا شوش قسمتی از کاخ با شکوه آپادانا داریوش بزرگ در شوش است. قدمت این کاخ و سرستون‌ها به ۵۱۰ سال پیش از میلاد بازمی‌گردد. این سرستون در موزه لوور نگهداری می‌شود.

## گاوهای بال‌دار بین‌النهرین
گاو بال‌دار در اساطیر کهن یک خدای محافظ بوده‌است، که معمولاً با گاو نر، بدن شیر، بال عقاب و سر انسان نشان داده شده‌است. در برخی از نوشته‌ها آن را به صورت یک خدای زن به تصویر کشیده‌اند. نام کمتر استفاده شده شدو اشاره به همتای مرد لاماسو (گاو بال‌دار) دارد.
گاو بال‌دار در فرهنگ‌های مختلفی به نام‌ها و شکل‌های گوناگون وجود دارد، از جمله این فرهنگ‌ها به‌طور ویژه می‌توان به پارسی، هندی و مصری را نام برد، همچنین نمونه‌هایی از آن‌ها در برخی از فرهنگ‌های اروپایی نیز نفوذ کرده‌اند.
در هنر، لاماسو به شکل گاو بالدار یا به شکل شیر با سر انسان مذکر به تصویر کشیده شده‌است. چهره‌هایی از لاماسو هنوز در بنای پارسه (تخت جمشید) و نقش برجسته‌ها و مجسمه‌های موجود باقی‌مانده‌اند. لاماسو را در ورودی شهر قرار می‌دادند تا هرکسی که وارد شهر می‌شود بتواند آن را ببیند.

### گوساله سامری
کنعانیان ال که بزرگ‌ترین خدایشان بود را «گاو نر» می‌نامیدند. قدیمی‌ترین معابد کشف‌شده بنی‌اسرائیل از قرن دوازدهم قبل از میلاد، مذبح‌هایی در فضای آزاد هستند. در این معابد، مجسمه‌هایی گاو نر برنزی یافت شده که یادآور ال است زیرا یکی از شیوه‌های نمایش ال در دین کنعانی، نمایش او در ظاهر گاوی نر بود. این مذبح‌ها مکانی برای برگزاری جشن‌ها، تقدیم قربانی، قسم‌خوردن و حل اختلافات قانونی بودند.
در هنگام عزیمت موسی به کوه طور برای میقات، موسی به قوم خود وعده می‌دهد که در ۳۰ روز آینده بازگردد، ولی این مدت به درازا کشید. موسی وظیفه جانشینی قوم در این مدت را به هارون سپرده بود و به او دستور می‌دهد که در قومش اصلاح کند و از راه مفسدان تبعیت نکند.
زمانی که موسی برای لوح‌های سنگی قوانین یهوه رفته بود و بالای کوه بود، غیبتش طولانی شد، اسرائیلیان نزد هارون رفتند و از او جایگزینی خواستند. پس از گذشت مدت ۳۰ روز وعده داده شده، شخصی به اسم سامری با طلاهایی که قوم موسی از فرعونیان با خود به همراه آورده بودند، گوساله‌ای طلایی درست می‌کند و قوم موسی را به پرستش آن دعوت می‌کند. تلاش‌های هارون برای پیش‌گیری قوم از پرستش گوساله بی‌فایده می‌ماند و بنی اسراییل به درخواست‌های هارون مبتی بر توحید و نپرستیدن بت پاسخ مثبت نمی‌دهد. در نتیجه هارون نیز همراه شد و زیورآلات را جمع کرد و در ساخت گوساله‌ای مشارکت کرد.
در همین حین به موسی اطلاع می‌رسد که سامری پس از رفتن او به میقات موفق شده‌است که قوم را گمراه کند.
سامری یک زرگر بود، او قالبی به شکل گوساله از گل درست کرده بود و آن را در این مدت در زیر زمین پنهان کرده بود. او در روز موعود قالب را بیرون و به جمع مردم برگرداند، سپس مقداری هیزم بالای قالب گذاشت و به بنی‌اسرائیل گفت هر کس از مردمان یک دیناری طلا به آتش بیندازند. بدین ترتیب آنان حدود ۶۰۰۰ دینار در آن آتش انداختند و همچنان که آتش می‌گداخت، طلاها به درون قالب نفوذ می‌کردند، تا آنکه سرانجام سامری گوساله را بیرون آورد، و بر زمین گذاشت تا همگان آن را ببینند. سپس مردم را به پرستش آن دعوت نمود. معروف است که گوسالهٔ سامری صدای گاو نیز درمی‌آورد و او با این ترفند نیز توانست بنی‌اسرائیل بیشتری را به پرستش گوساله ترغیب کند.
سامری با دانشی که داشت، لوله‌های مخصوصی در درون سینه گوساله طلایی کار گذاشته بود که هوای فشرده از آن خارج می‌شد و از دهان گوساله صدایی شبیه صدای گاو بیرون می‌آمد. او گوساله را آن چنان در مسیر باد گذارده بود که بر اثر وزش باد به دهان او که به شکل مخصوصی ساخته شده بود صدایی به گوش می‌رسید. سامری گفت «این خدای شماست و خدای موسی».
زمانی که یهوه از این ماجرا مطلع شد، تصمیم گرفت بنی‌اسرائیل را نابود کند و با استفاده از موسی برای خودش ملت عظیم‌تری بسازد، اما موسی خدا را آرام کرد و نظرش را تغییر داد. بدین ترتیب که، خدا چنان برداشت کرد که اسرائیلیان عهد او را شکسته‌اند؛ او شدیداً عصبانی شد و تصمیم گرفت اسرائیل را نابود و با استفاده از موسی، ملت جدیدی برای خودش ایجاد کند. با این حال، موسی او را آرام کرد و گفت «نظرت را تغییر بده و بر مردم خودت فاجعه نازل نکن.» خدا پذیرفت و تهدیدش را پس گرفت. موسی نیز با اطلاع یافتن از این موضوع به سرعت و با خشم به سمت قوم خود بازمی‌گردد.
موسی که به پایین کوه بازگشت، با دیدن بت‌پرستی بنی‌اسرائیل، عصبانی شد و لوح‌های سنگی قوانین را شکست. پس از بازگشت موسی به میان قوم، موسی با هارون به سختی برخورد می‌کند و مطابق آیات قرآن موی و ریش هارون را گرفته و به سمت خود می‌کشد.
موسی از قوم خشمگین شده بود، به هارون گفت مگر تو جانشین من در قوم نبودی؟ پس چرا گذاشتی که قوم گوساله‌پرست شوند؟ هارون گفت ای برادر، مرا سرزنش نکن، چون من تنها بودم مرا ضعیف شمردند و به حرف من گوش نکردند. حتی نزدیک بود خودم را نیز بکشند. هارون در توجیه سکوت خود در برابر گوساله پرستی قوم، می‌گوید که از این موضوع ترس داشته‌است. هارون در پاسخ سؤال موسی بیان می‌دارد که قوم او را تضعیف کرده‌اند و نزدیک بود که وی را به قتل برسانند، پس از موسی درخواست می‌کند که او را دشمن یاد نکند و با ظالمان یکسان نپندارد. بنابرین موسی برای خود و برادرش از خداوند طلب بخشش می‌کند و به «پرستندگان گوساله» وعدهٔ عذاب می‌دهد. موسی با هدایت دوبارهٔ قومشْ موکداً خدای یگانه را یادآور شده، سامری را به عذابی سخت در دنیا و آخرت وعده می‌دهد. و بدین ترتیب که موسی می‌پرسد که چه کسی این گوساله را ساخت؟ گفتند سامری. مردم می‌گفتند که سامری بعد از ساختن گوساله، مقداری خاک که از زیر پای جبرئیل برداشته و در شکم آن گوساله ریخته‌است که از گوسالهٔ زرین صدای طبیعی بیرون می‌آید. پس موسی سامری را خواست و به او گفت چه کسی به تو فرمود که فتنه در میان قوم اندازی و آن‌ها را گمراه کنی؟ سامری پاسخ داد به چیزی که دیگران به آن پی نبردند پی بردم و به قدر مشتی از رد پای فرستاده برداشتم و آن را در پیکر گوساله انداختم و نفس من بر من چنین فریب‌کاری کرد. موسی سپس گفت «هرکس به خدا وفادار است، نزد من آید. هر کدام از شما برادر، دوست و همسایه خودش را بکشد.» لاویان چنین کردند و سه هزار نفر کشته شدند. موسی گفت: «شما به بهای پسران و برادرانتان خود را امروز وقف یهوه کردید.» موسی پس از بازگشت از طور و مشاهدهٔ وضعیت، ابتدا قصد داشت سامری را بکشد اما به فرمان خداوند از قتل وی چشم پوشید برخی بعدها علت به قتل نرساندن سامری را سخاوت وی دانسته‌اند. موسی، سامری را نفی بلد کرد و به او گفت «قبل از رفتن ببین که ما معبودت گوساله را که پیوسته عبادت می‌کردی نخست می‌سوزانیم و سپس خاکستر آن را به دریا می‌پاشیم.»، نهایتاً گوساله وی را می‌سوزاند و خاکسترش را به آب دریا می‌ریزد. موسی دوباره به بالای کوه رفت تا لوح جدیدی (زیرا قبلی‌ها را شکسته بود) دریافت کند. بعدها گفته شد که هرچند بنی‌اسرائیل به راه آمدند و به حکم تورات رفتار می‌کردند ولی چون هنوز برخی در گوساله می‌نگریستند به این دلیل بنی‌اسراییل مورد خشم خدا قرار گرفتند و چنین شد که به مدت چهل سال در بیابان سینا سرگردان ماندند، تا خداوند آنان را بخشید. مسلمانان اعتقاد دارند گوساله را شخصی به نام سامری ساخت و به همین جهت، به گوساله سامری معروف است.

## هندوئیسم
رعایت احترام به موجودات زنده، به‌ویژه گاو، به عنوان نماد حاصلخیزی زمین، از اصول باورها دین هندوئیسم است. در سنت ودایی خوردن گوشت گاو به عنوان نماد حاصلخیزی زمین، گناه به‌شمار آمد. آنان تغذیه خود را به غلات و میوه خواری و حبوبات و سبزیجات و برگها؛ و قسمت‌هایی از گیاهان که چیدن آن به حیات کلی آنان صدمه‌ای وارد نکند، تغییر داده و محدود کردند.

## بقره
سورهٔ بقره دومین و بزرگ‌ترین سوره قرآن است و ۲۸۶ آیه دارد. بیشتر آیات این سوره در مدینه و پس از هجرت نازل شده‌است. بقره به معنی گاو ماده‌است. دلیل نام‌گذاری این سوره به این نام، این است که در آیات ۶۷ تا ۷۳ این سوره داستان فرمان خدا به بنی‌اسرائیل مبنی بر کشتن و ذبح کردن گاو، بیان شده‌است.

## آتلانتیس
بنا به نظر افلاطون «مقدس‌ترین» حیوان در نزد مردمان آتلانتیس، گاو نر بود که مظهر قدرت بشمار می‌رفت. و فقط به عنوان «برترین هدیه» صرفاً به پیشگاه اطلس با مراسمی شکوهمند در معبد بزرگ قربانی می‌شد، تا با فوران خونش سنگ‌های مرمر را رنگ‌آمیزی کند.